# Чуриляк
Чуриляк или Чурилек (на македонска литературна норма: Чурилек) е бивше село в източната част на Северна Македония, днес на територията на община Кочани.

## География
Селото се е намирало южно от Чурилска чука (1337 m). Традиционно има две махали – Горен и Долен Чуриляк.

## История
В края на XIX век Чуриляк е чисто българско село в Кочанска кааза на Османската империя. Според статистиката на Васил Кънчов („Македония. Етнография и статистика“) от 1900 година Чурилякъ има 100 жители, всички българи християни.
В началото на XX век населението на Радковица е под върховенството на Българската екзархия. По данни на секретаря на Екзархията Димитър Мишев (La Macédoine et sa Population Chrétienne) в 1905 година в Чурилек (Tchourilek) има 56 българи екзархисти.
По-късно е броено към Ястребник.

## Личности
Родени в Чеперник
- Йордан Илиев, български революционер, четник на Симеон Георгиев в 1915 година[5]